# Palaina platycheilus
Palaina platycheilus é uma espécie de gastrópode da família Diplommatinidae.
É endémica de Palau.